# توم كوين (مقدم تلفزيوني)
توم كوين (بالإنجليزية: Tom Coyne)‏ هو مقدم تلفزيوني بريطاني، ولد في 1930 في ساوث شيلدز ‏ في المملكة المتحدة، وتوفي في أبريل 2015 في إنجلترا في المملكة المتحدة.

## وصلات خارجية
- توم كوين على موقع IMDb (الإنجليزية)